# Gaetano Casati
Pour les articles homonymes, voir Casati.
Gaetano Casati (né le 4 septembre 1838 à Lesmo et mort le 7 mars 1902 à Monticello) est un explorateur italien de l'Afrique qui publia le récit de ses voyages.

## Œuvres
- Dieci anni in Equatoria e ritorno con Emin Pascia, Fratelli Dumolard, Milano, 1891, 2 volumi (4 carte)
- Dopo Cassala, Tip. Bellini, Milano, 1894 (estratto da: L'Esplorazione Commerciale in Africa, 1894, pp. 265–270
- Per la colonia Eritrea, Torino, 1895 (estratto da: Riforma sociale, v. 4, fasc. 4, 1895
- Dopo la vittoria, Tipografia Roux Frassati e C., Torino, 1895 (estratto da: Riforma sociale, anno 2, vol. 3)
- L’Italia in Africa, Torino, 1896 (estratto da: Riforma sociale, v. 5, fasc. 3).